# Le Gardeur
Pour les articles homonymes, voir Le Gardeur (homonymie).
Le Gardeur (gentilé: Le Gardeurois) est un secteur de la ville de Repentigny (Québec, Canada) qui a constitué une municipalité distincte de 1857 à 2002, d'abord sous le nom de Saint-Paul-L'Ermite puis sous le nom de Le Gardeur à partir de 1978. Au recensement de 2016, le secteur compte 21 413 habitants.

## Culture
Le secteur présente un festival annuel, le Rendez-vous estival de Le Gardeur.

## Usines Cherrier

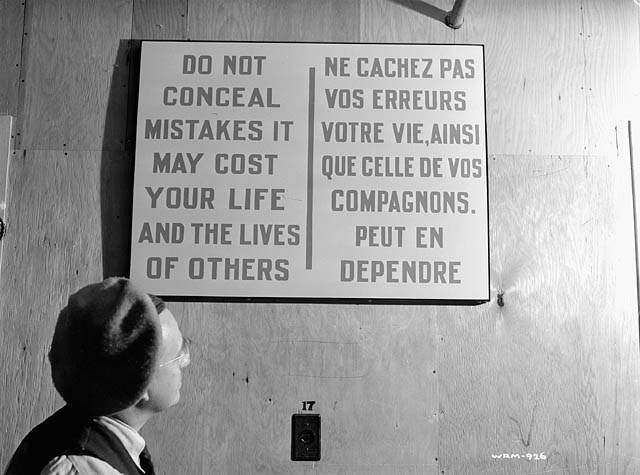
Un ouvrièr lit une mise en garde, usines Cherrier, 1941

Durant la Seconde Guerre mondiale, le quartier abrite le plus grand complexe industriel entre Montréal et Québec, avec la construction des usines Cherrier, autrefois Les Arsenaux canadiens Limitée.